# ناو کلاس پتفایندر
کروزر کلاس پتفیندر (به انگلیسی: Pathfinder-class cruiser) یک کلاس از کشتی است که طول آن ۳۸۵ فوت (۱۱۷٫۳ متر) می‌باشد.